# Lara Jo Regan
Lara Jo Regan (...) è una fotografa statunitense, vincitrice del World Press Photo of the Year 2000.
Lara Jo Regan è anche diventata famosa per la realizzazione del progetto What Is Mr. Winkke?, una serie di fotografie ad un cagnolino randagio, che sono diventate un piccolo fenomeno di costume negli Stati Uniti, comparso anche nella serie televisiva Sex and the City.